# Xenonukleinsav

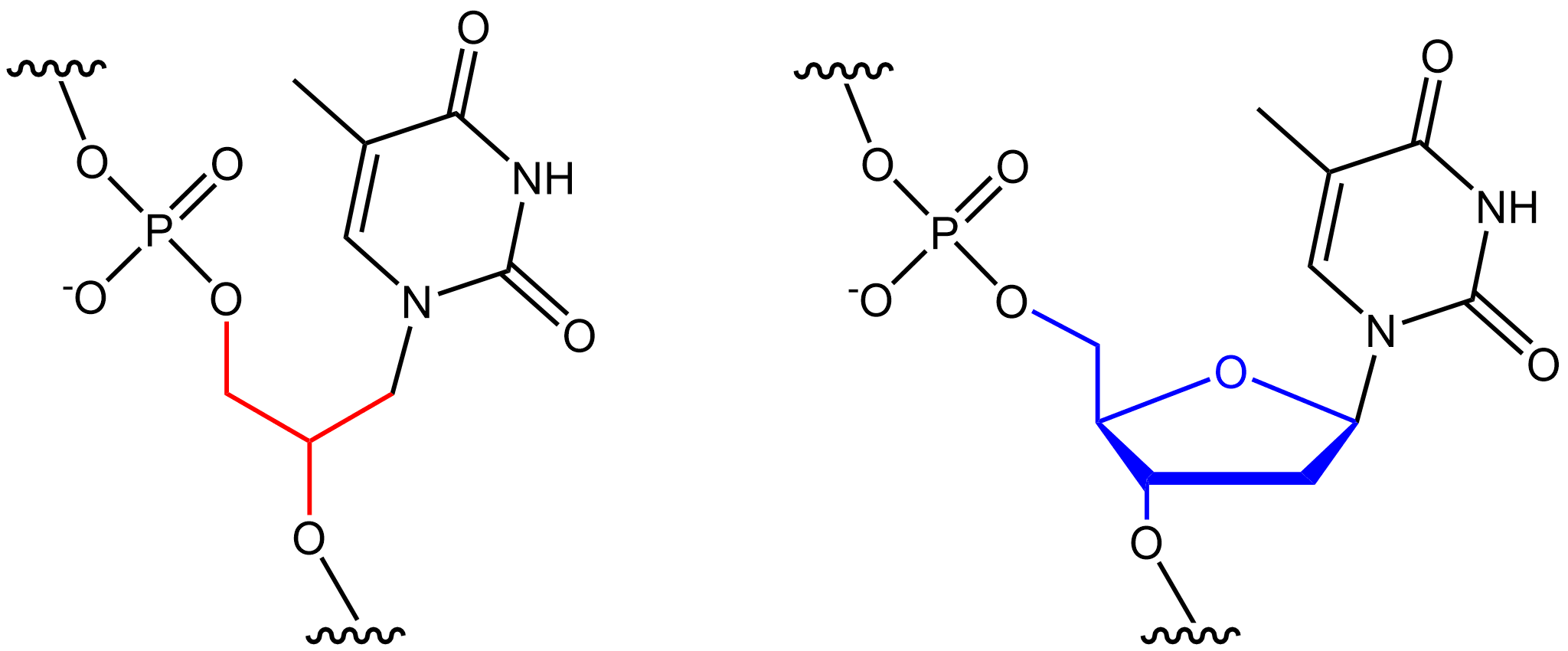
A glikolnukleinsav (baloldalt) xenonukleinsav, mivel a DNS-től (jobboldalt) és az itt nem látható RNS-től eltérő váza van.

A xenonukleinsavak (XNS) szintetikus nukleinsav-analógok a természetes nukleinsavaktól (DNS és RNS) eltérő vázzal. 2011-ben legalább 6 szintetikus anyagról volt ismert, hogy képes nukleinsavvázakat alkotni, melyek képesek genetikai információt tárolni és visszaadni. Jelenleg az XNS-átalakító polimerázok előállítását kutatják. Az előállításukkal és alkalmazásukkal foglalkozó tudomány a xenobiológia.
Bár a genetikai információt még mindig a 4 hagyományos bázispár tárolja (más nukleinsav-analógokkal szemben), a természetes DNS-polimerázok nem képesek olvasni és sokszorozni ezen információt. Tehát az XNS-ben tárolt információ „láthatatlan”, így használhatatlan a DNS-alapú szervezetek számára.

## Háttér
A DNS szerkezetét 1953-ban fedezték fel. A 2000-es évek eleje körül a kutatók létrehoztak számos egzotikus DNS-szerű szerkezetet, XNS-t hoztak létre. Az XNS a DNS-sel azonos információ tárolására képes szintetikus polimer, attól eltérő alkotókkal. Az XNS „X”-e a „xeno-” rövidítése, melynek jelentése „idegen”, a DNS-től és RNS-től való molekulaszerkezetbeli eltérések miatt.
Nem sokkal később létrehoztak egy speciális polimerázenzimet, mely DNS-templátból XNS-be, illetve XNS-ből DNS-be is képes volt másolni. Pinheiro et al. (2012) például bemutatott egy ilyen XNS-kezelésre képes polimerázt, mely közel 100 bp hosszú szekvenciákkal dolgozik. Később Philipp Holliger és Alexander Taylor létrehozott XNS-zimeket, az RNS-ből készülő ribozimek XNS-analógjait. Ez bizonyította, hogy az XNS-ek nemcsak genetikai információk tárolására alkalmasak, hanem enzimfunkcióra is, növelve a lehetőségét, hogy az élet máshol elkezdődhetett az RNS-től és DNS-től eltérő anyaggal.

## Szerkezet

Az XNS-ek vázának eltérései a DNS-hez és RNS-hez képest

A DNS- és RNS-szálak hosszú nukleotidsorozatokból épül fel. Egy nukleotid három kémiai részből áll: egy foszfátcsoportból, egy 5 szénatomos cukorból (ami lehet dezoxiribóz – a DNS D-je – vagy ribóz – az RNS R-je) és az öt hagyományos nukleobázis (adenin, guanin, citozin, timin vagy uracil) egyikéből.
Az összeálló molekulák, melyek a hat xenonukleinsavat alkotják, majdnem azonosak a DNS és RNS nukleotidjaival, az egyetlen különbség, hogy az XNS-nukleotidokban a dezoxiribóz- és ribózrészletek helyett más szerkezetek találhatók. Ezek az XNS-eket a DNS-hez és RNS-hez analóggá teszik, bár előbbiek mesterségesek.
Az XNS különböző szerkezeti eltéréseket mutat a természetes változatokkal szemben. Az eddig létrehozott XNS-ek közé tartoznak:
- 1,5-anhidrohexitol-nukleinsav (HNS)
- ciklohexén-nukleinsav (CéNS)
- treóznukleinsav (TNS)
- glikolnukleinsav (GNS)
- zárt nukleinsav
- peptidnukleinsav (PNS)
- 2ʹ-Dezoxi-2ʹ-fluorarabinonukleinsav (FANS)

A HNS bizonyos szekvenciákat felismerő és hozzájuk kötődő gyógyszerként használható lehet. Sikerült izolálni HNS-eket, melyek feltehetően a HIV-et célzó szekvenciákhoz kötődhetnek. A ciklohexén-nukleinsavról kimutatták, hogy a D-formához hasonló sztereokémiájú CéNS-ek stabil duplexeket alkothatnak egymással és RNS-sel is. A CéNS-ek nem ily stabilak DNS-sel alkotott duplexek esetén.

## Következtetések
Az XNS-ek tanulmányozásának célja nem a biológiai evolúció jobb megértése, hanem a szervezetek genetikai felépítésének irányítása és módosítása. Az XNS jelentős lehetőségnek bizonyult a genetikailag módosított szervezetek genetikai szennyezésének megoldására. Bár a DNS nagyon hatékonyan tud tárolni genetikai információt és komplex biológiai diverzitást létrehozni, négybetűs genetikai kódja meglehetősen korlátozott. A négy természetben előforduló DNS-nukleobázis helyett hat XNS használatával kialakított genetikai kód szinte korlátlan lehetőségeket mutathat a génmódosításra és a kémiai funkcionalitás bővítésére.
Az XNS-ekről szóló különböző hipotézisek és elméletek egy fontos tényezőt változtattak meg a nukleinsavak terén: az öröklődés és az evolúció nem korlátozódik a DNS-re és RNS-re, ahogy korábban gondolták, de egyszerűen információtárolásra képes polimereknél végbemenő folyamatok. Az XNS-ek vizsgálata lehetővé teszi annak megválaszolását, hogy a DNS és az RNS az élet leghatékonyabb és legmegfelelőbb építőkövei, vagy kémiai ősök nagyobb csoportjából lettek véletlenszerűen kiválasztva.

## Alkalmazások
Az XNS-használat egy kérdése a gyógyászatban való hasznosítása betegségek gyógyítására. Néhány jelenleg különböző betegségek ellen adott enzim és antitest túl gyorsan bomlik le a gyomorban vagy a véráramban. Mivel az XNS idegen, és feltehetően az emberben azok lebontására nem fejlődtek ki enzimek, az XNS-ek a ma használt DNS- és RNS-alapú gyógyszereknél sokkal ellenállóbb lehetnek.
Az XNS-sel végeztt kísérletek lehetővé tették e genetikai ábécé cseréjét és bővítését, és az XNS-ek is komplementaritást mutattak DNS- és RNS-nukleotidokkal, mely lehetővé teszi a transzkripciót és rekombinációt. Egy, a Floridai Egyetemen végzett kísérlet során XNS-aptamert állítottak elő AEGIS-SELEX (artificially expanded genetic information system – systematic evolution of ligands by exponential enrichment, magyarul: mesterségesen bővített genetikai információs rendszer – ligandumok szisztematikus fejlődése exponenciális dúsítással) módszerrel, majd az sikeresen kötődött mellráksejtekhez. Ezenkívül az E. coli modellbaktériumon végzett kísérletek kimutatták, hogy az XNS képes in vivo templátként működni DNS-hez.
Az XNS-kutatás előrehaladtával további kérdéseket kell megfontolni, például a biológiai biztonság, etika és a szabályzások terén. Fontos kérdés itt, hogy az XNS in vivo keveredhet-e a DNS-sel és RNS-sel természetes környezetében, ezzel ellehetetlenítve a mutációk következményeinek irányítását vagy előrejelzését.
Az XNS-ek alkalmazhatók lehetnek katalizátorként, hasonlóan ahhoz, hogy az RNS is alkalmazható enzimként. A kutatók kimutatták, hogy az XNS-ek képesek a DNS-re, RNS-re és más XNS-szekvenciákra való tapadásra és ligációra, a legnagyobb aktivitást az XNS-molekulákkal történő XNS-katalizált reakciók mutatták. E kutatás meghatározhatja, hogy a DNS és RNS szerepe az életben természetes szelekció révén vagy csak véletlenül történt.
Az XNS-ek használhatók a kvantitatív valós idejű polimeráz-láncreakciókban molekuláris kapocsként a cél DNS-szakaszokkal való hibridizációval. Egy PLOS One-ban közölt tanulmány szerint egy XNS-mediált molekuláris kapcsolási assay mutáns sejten kívüli DNS-t (cfDNS) észlelt precarcinomás colorectalis léziókban és vastagbél- és végbélrákban. Az XNS egy nukleinsav-célszekvencia specifikus molekuláris próbájaként is működhet.